# Manlio Cancogni
Manlio Cancogni (Bologna, 6 luglio 1916 – Marina di Pietrasanta, 1º settembre 2015) è stato uno scrittore e giornalista italiano.

## Biografia
Nacque da genitori toscani della Versilia: il padre Giuseppe e la madre Maria Pistoresi, infatti, si erano trasferiti per un breve periodo nel capoluogo emiliano durante la prima guerra mondiale. La famiglia fece ritorno in Toscana pochi mesi dopo la sua nascita. Dal 1917 al 1940 Manlio Cancogni visse a Roma; nella capitale svolse tutto il suo curriculum scolastico. Nel 1926 si iscrisse al Liceo Tasso, che era il liceo della Roma-bene. Fino al 1934 proseguì gli studi al «Giulio Cesare», dove frequentò i tre anni di liceo e conseguì la maturità classica. Successivamente, si iscrisse all'Università La Sapienza. Durante gli anni di università, prestò il servizio militare nel Corpo degli Alpini a Bassano del Grappa (1936), ma non gli fu data l'idoneità, perché si ammalò e finì in ospedale. Nel 1938 si laureò in Legge e successivamente in Filosofia. A Roma conobbe Carlo Cassola del quale fu grande amico fino alla morte di quest'ultimo. Conobbe anche Carlo Levi, Mario Luzi, Eugenio Montale, Luigi Silori, Luciano Luisi e molti altri.
Fu tra i partecipanti al concorso per l'insegnamento di storia e filosofia nel 1939 e insegnò come incaricato a Roma nell'anno scolastico 1939-1940 al Liceo Virgilio. Vinse poi il concorso nel 1940 e andò ad insegnare a Sarzana (SP) su sua richiesta, perché intendeva avvicinarsi il più possibile alla sua amata Versilia. Qui ha vissuto in una palazzina, al n° 35 di Viale Mazzini (”alloggiavo presso una vedova, appena fuori porta, a Massa. Di li si partiva un bellissimo viale alberato, su quattro file di grandi platani...” in Gli scervellati (2003). Nel 1942 pubblicò i primi racconti su Il Frontespizio e Letteratura. Poi fu richiamato alle armi: combatté nella Campagna di Grecia e in seguito sul fronte albanese. Dopo la Liberazione si stabilì a Firenze, dove ebbe inizio la sua attività giornalistica. Esordì alla Nazione del popolo, poi fu chiamato a Milano a collaborare con quotidiani e riviste nazionali. Del Cancogni giornalista è da ricordare l'inchiesta svolta nel 1956 contro la corruzione nella cosa pubblica che divenne famosa per il titolo a tutta pagina Capitale corrotta = Nazione infetta.
Cancogni scrisse per il Corriere della Sera (nel 1976 fu tra gli inviati del giornale ai Giochi Olimpici di Montréal), La Stampa, Il Popolo, L'Europeo, Botteghe Oscure, L'Espresso (per il quale fu corrispondente da Parigi), Il Giornale e altri giornali e riviste italiani. È stato un giornalista piuttosto attivo e in vista. A Milano, strinse una buona amicizia con Luciano Bianciardi, con il quale collaborò per alcune opere sul Risorgimento per conto della Feltrinelli. Dalla casa editrice milanese ricevette l'incarico di scrivere una storia della spedizione dei Mille, ma dovette rinunciare a favore della sua nomina a corrispondente da Parigi dell'Espresso; l'incarico fu passato allo stesso Bianciardi, che scrisse Da Quarto a Torino. Tra il 1967 e il 1968 fu direttore de La Fiera Letteraria. Negli anni Sessanta pubblicò l'intervista a Bassani intitolata Perché ho scritto l'Airone?.
Alla fine degli anni Sessanta si recò negli Stati Uniti per insegnare letteratura italiana allo Smith College di Northampton. Da allora ha diviso la sua vita fra il Massachusetts e Marina di Pietrasanta. Tra gli anni Sessanta e gli anni Ottanta accumulò una serie di successi letterari per i suoi romanzi, alcuni dei quali ricevettero premi e riconoscimenti di spicco. Dagli anni Ottanta Cancogni si dedicò sempre più all'attività di docente, interrompendo quella di scrittore. Fu l'editore Fazi a convincerlo a tornare alla scrittura. Nel 1997 uscì Lettere a Manhattan. Fu subito un successo, seguito da Il Mister (2000), ambientato nel mondo del calcio. Dal 1943 Manlio Cancogni era sposato con Maria Vittoria Vittori, fiorentina, con la quale visse gli ultimi anni della sua vita a Fiumetto.

## Poetica
Una delle problematiche più frequentate (in modo più o meno esplicito) dell'opera di Cancogni è la ricerca della verità. Se da un lato Cancogni lavora su un giornalismo pungente, impegnato e controcorrente; dall'altro l'attività di scrittore diviene un'immersione nella storia dell'Italia del Novecento. È costante nei suoi romanzi un'ironia che oscilla tra il drammatico e il grottesco, accanto a toni pacati e a una generale tendenza all'understatement. La sua opera lascia così intravedere gli eventi della sua epoca sotto una luce diversa e inusuale.
La sua narrativa presta inoltre particolare attenzione alla dimensione quotidiana della vita e al senso della memoria. Risalta anche il gusto per il ritratto psicologico; il costante riproporsi di motivi autobiografici; la cura delle geometrie narrative.
Un tema ricorrente è la guerra sul fronte greco-albanese. La linea del Tomori è ambientato nell'Italia pre-bellica e nella guerra in Albania. Gli angeli neri narra la storia degli anarchici italiani. Il Mister è dedicato alla figura di Zdeněk Zeman, "un uomo di gioco e non di potere", come ha più volte detto in varie interviste.

## Premi e riconoscimenti
- 1966: Premio Bagutta, per La linea del Tomori.[7]
- 1971: Premio Selezione Campiello con Il ritorno.[8]
- 1973: Premio Strega, per Allegri, gioventù.[9]
- 1985: Premio Viareggio per Quella strana felicità.[10]
- 1988: Premio Grinzane Cavour per Il genio e il niente.[11]
- 2010: Premio del Pen Club Italiano per La sorpresa. L'autore ha presenziato allo spoglio dei voti durante la finale svoltasi a Compiano (PR).

## Opere

### Romanzi, racconti, studi storici
- Delitto sullo scoglio, Roma, Edizioni di Lettere d'oggi, 1942.
- La carriera di Pimlico, Torino, Einaudi, 1956.
- L'odontotecnico, Torino, Einaudi, 1957.
- Cos'è l'amicizia, Milano, Feltrinelli, 1958.
- Storia dello squadrismo, Milano, Longanesi, 1959.
- Una parigina, Milano, Feltrinelli, 1960.
- Parlami, dimmi qualcosa, Milano, Feltrinelli, 1962.
- La linea del Tomori, Milano, A. Mondadori, 1965; Signor tenente, Roma, Elliot, 2014. ISBN 978-88-6192-531-1.
- La camicia rossa, Firenze, Vallecchi, 1967.
- Lo scialle di Marie, Milano, Rizzoli, 1967.
- Azorin e Mirò, Milano, Rizzoli, 1968.
- Il Napoleone del Plata, con Ivan Boris, Milano, Rizzoli, 1970. [Biografia di Solano Lopez, 'caudillo' del Paraguay]
- Il ritorno, Milano, Rizzoli, 1971.
- Gli squadristi, Milano, Longanesi, 1972.
- Allegri, gioventù, Milano, Rizzoli, 1973.
- L'amore lungo, Milano, Rizzoli, 1976.
- Il latte del poeta, Milano, Rizzoli, 1977.
- Perfidi inganni, Milano, Rizzoli, 1978.
- Adua, come Giuseppe Tugnoli, con Franca Cancogni, Milano, Rizzoli, 1978.
- Al sole di settembre, come Giuseppe Tugnoli, Milano, Rizzoli, 1979.
- Libro e moschetto. Dialogo sulla cultura italiana durante il fascismo, con Giuliano Manacorda, Torino, ERI, 1979.
- Nostra Signora della Speranza, Milano, Rizzoli, 1980.
- La gioventù, Milano, Rizzoli, 1981.
- Una bambina da Philippeville, Firenze, Pananti, 1982.
- Il principe di Gadames, Milano, Mursia, 1982.
- Le leonesse, Milano, Editoriale nuova, 1982.
- La coincidenza, Milano, Editoriale nuova, 1984.
- Quella strana felicità, Milano, Rizzoli, 1985. ISBN 88-17-66170-8.
- Dolci spine, Milano, Rizzoli, 1986. ISBN 88-17-66171-6.
- La ragazza del Pellegrino, Firenze, Pananti, 1986.
- La vita nuova, Sarzana, Carpena, 1986.
- Il genio e il niente, Milano, Longanesi, 1987. ISBN 88-304-0726-7; Il viaggio di Guido Reni, Roma, Elliot, 2013. ISBN 978-88-6192-383-6.
- Rimorsi, Firenze, Pananti, 1988.
- Mario Marcucci. Marine, Firenze, Pananti, 1989.
- Quei generosi errori. La Rivoluzione francese, Firenze, Pananti, 1989.
- Volo di notte, Firenze, Pananti, 1989.
- Se un gallo canta, Fucecchio, Erba d'Arno, 1989.
- L'ultimo ad andarsene, Genova, Marietti, 1990. ISBN 88-211-6224-9.
- L'avanguardia a bocca chiusa, Firenze, Pananti, 1990.
- La sorpresa, Milano, Libri Scheiwiller, 1991. ISBN 88-7644-166-2.
- La conquista. Sulle tracce di Cristoforo Colombo, Firenze, Pananti, 1992.
- Giuseppe Biagi, Forte dei Marmi, Edizioni d'arte Pegaso, 1992.
- Gli angeli neri. Storia degli anarchici italiani, Firenze, Ponte alle Grazie, 1994. ISBN 88-7928-186-0.
- Tobia, Firenze, Pananti, 1995.
- Il fascismo. Storia di un regime che occupò un ventennio e travolse l'Italia. Ancora oggi se ne discute, Firenze, Bulgarini, 1997. ISBN 88-234-1234-X.
- Lettere a Manhattan, Roma, Fazi, 1997. ISBN 88-8112-043-7.
- Caro Tonino, un anno dal diluvio, Forte dei Marmi, Galleria Pegaso, 1997.
- Matelda. Racconto di un amore, Roma, Fazi, 1998. ISBN 88-8112-091-7.
- Sonetti per la Madonna, con Ron Banerjee, Firenze, Maschietto&Musolino, 1999. ISBN 88-87700-11-7.
- Il mister, Roma, Fazi, 2000. ISBN 88-8112-135-2.
- L'impero degli odori, Reggio Emilia, Diabasis, 2001. ISBN 88-8103-126-4.
- Gli scervellati. La seconda guerra mondiale nei ricordi di uno di loro, Reggio Emilia, Diabasis, 2003. ISBN 88-8103-377-1.
- Sposi a Manhattan, Reggio Emilia, Diabasis, 2005. ISBN 88-8103-408-5.
- Caro Tonino, Reggio Emilia, Diabasis, 2006. ISBN 88-8103-415-8.
- L'ultimo viaggio di Mussolini, Firenze, Le Lettere, 2008. ISBN 88-6087-120-4.
- La cugina di Londra, Roma, Elliot, 2011. ISBN 978-88-6192-248-8.
- Toro delle meraviglie, Milano, Cairo, 2012. ISBN 978-88-6052-426-3.
- Tutto mi è piaciuto. Conversazione sulla libertà, la letteratura e la vita, Roma, Elliot, 2013. ISBN 978-88-6192-323-2.
- Così parlò Carpendras, Roma, Elliot, 2013. ISBN 978-88-6192-324-9. (antologia degli scritti apparsi su "La Fiera Letteraria", 1967-1968)
- Il racconto più lungo. Storia della mia vita. Conversazioni con Giovanni Capecchi, Novara, Interlinea, 2014. ISBN 978-88-8212-961-3.
- Dov'era la verità, Roma, Elliot, 2015. ISBN 978-88-6192-866-4.

### Prosa radiofonica e televisiva
Per la RAI:
- Gaby e il cavallo, radiodramma, regia di Gilberto Visintini con Corrado De Cristofaro, Giuseppe Pertile, Lino Capolicchio, Stefania Casini, Enrico Bertorelli, Gianni Esposito, Giancarlo Padoan, Carlo Ratti, Massimo Dapporto, Maurizio Manetti, Giancarlo Giubilo per la radiocronaca[12]
- Giuseppe Verdi, sceneggiato televisivo, 1963.
- Adua, regia di Dante Guardamagna, dal suo romanzo omonimo (1981)